# Arthur Graefe
Arthur Graefe (* 12. Januar 1890 in Leipzig; † 23. Mai 1967 in Truchtlaching) war ein deutscher Kulturbeamter im Freistaat Sachsen.

## Leben
Nach einem Universitätsstudium war er unter anderem als Schriftleiter der Dresdner Redaktion der Leipziger Neuesten Nachrichten tätig und wurde in den 1920er Jahren ehrenamtlicher Leiter des Landesverbandes der sächsischen Presse. Im Jahr 1923 trat er der Deutschen Volkspartei (DVP) bei. Er stieg 1929 zum Leiter der Nachrichtenstelle in der Sächsischen Staatskanzlei auf und wurde zum Oberregierungsrat befördert.
Zum 1. Mai 1933 trat Graefe der NSDAP bei (Mitgliedsnummer 2.454.445). Im April 1937 erfolgte seine Ernennung zum Regierungsdirektor im Sächsischen Ministerium für Volksbildung. Er war Leiter des Referates Kunst, Musik, Museen, Burgen und Schlösser. In dieser Funktion war Graefe einer der Hauptverantwortlichen für die nationalsozialistische Kunst- und Kulturpolitik in Sachsen.
Gleichzeitig war er der geschäftsführende Vorsitzende des von Martin Mutschmann protegierten und von ihm sowie Curt Lahr, Friedrich Emil Krauß, Max Günther, Georg Hartmann im Oktober 1936 gegründeten  „Heimatwerkes Sachsen – Verein zur Förderung des sächsischen Volkstums e. V.“, dessen Leitung Friedrich Emil Krauß innehatte.
Am Ende des Zweiten Weltkrieges leitete Arthur Graefe die Ver- und Umlagerungen zahlreicher Kunst- und Kulturgüter. Er verhandelte auch über die Verlagerung des Bernsteinzimmers nach Sachsen.
Nach dem Kriegsende wurde er zunächst im sowjetischen Speziallager Buchenwald interniert und am 3. Mai 1950 im Rahmen der Waldheimer Prozesse zu 16 Jahren Haft verurteilt. Im Oktober 1952 wurde er entlassen und folgte seinem Sohn Heinz A. Graefe nach Bayern, wo er 1967 verstarb.

## Werke (Auswahl)
- (Herausgeber) Sachsen. Land der Vielfalt. Werkstatt Deutschlands, Mittelpunkt deutscher Kultur, Grenzland. Dresden 1936.
- Grenzland Sachsen. Ein Vorposten im deutschen Schicksalskampf. Mit 181 Bildern, 13 Karten und Skizzen. Dresden: Limpert, 1937.
- (Herausgeber) Sächsische Köpfe im zeitgenössischen Bild. Dresden: Verlag Heimatwerk Sachsen, v. Baensch Stiftung, 1938.
- (Mitherausgeber) Ruhmreiche sächsische Soldaten in sechs Jahrhunderten. Dresden: Verl. Heimatwerk Sachsen, ca. 1940.
- (Bearbeiter) Wofür wir kämpfen. Kulturgüter des Sachsengaues. Dresden, 1944.